# Química hospedeiro-hóspede
No âmbito supramolecular, a química hospedeiro-hóspede (em inglês:  host–guest chemistry) descreve complexos que são compostos de duas ou mais moléculas ou íons que são mantidos juntos em relações estruturais únicas por forças diferentes daquelas das ligações covalentes completas. A química hospedeiro-hóspede engloba a ideia de reconhecimento molecular e interações por meio de ligações não covalentes. A ligação não covalente é crítica na manutenção da estrutura 3D de moléculas grandes, como proteínas, e está envolvida em muitos processos biológicos nos quais moléculas grandes se ligam especificamente, mas de forma transitória, umas às outras.
Embora as interações não covalentes possam ser aproximadamente divididas naquelas com contribuições mais eletrostáticas ou dispersivas, existem poucos tipos comumente mencionados de interações não covalentes: ligações iônicas, ligações de hidrogênio, forças de Van der Waals e interações hidrofóbicas.

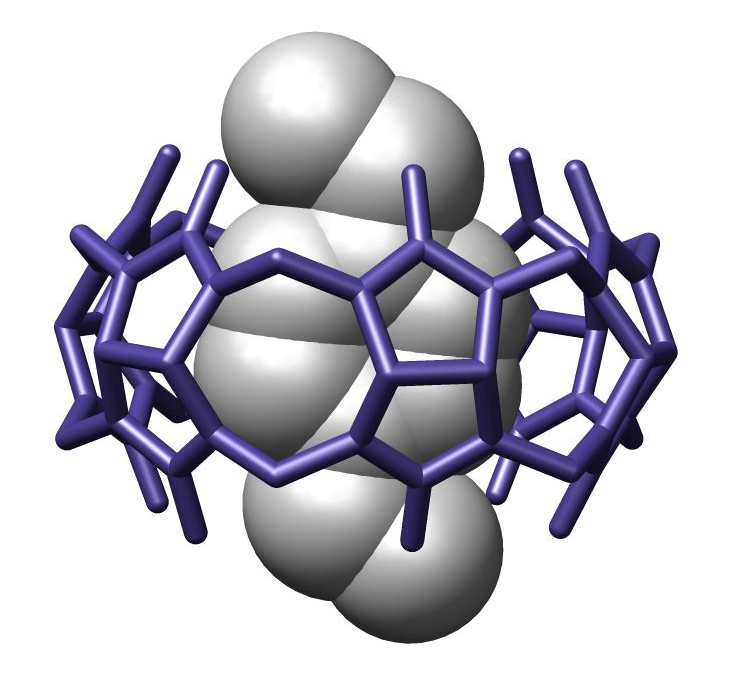
Estrutura cristalina de um complexo hospedeiro-hóspede com um p-xililenodiamônio ligado a um cucurbituril

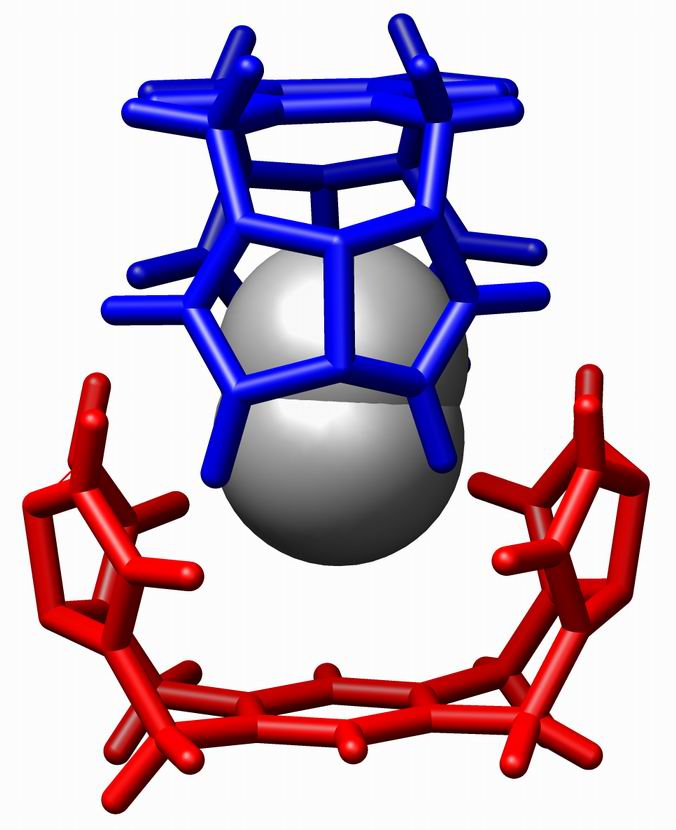
Um hóspede N_{2} é ligado a uma cápsula hospedeira ligada por hidrogênio.

## Visão geral
A química hospedeiro-hóspede é um ramo da química supramolecular em que uma molécula hospedeira forma um composto químico com uma molécula hóspede ou íon. Os dois componentes do composto são mantidos juntos por forças não covalentes, mais comumente por ligações de hidrogênio. A ligação entre o hospedeiro e o hóspede é geralmente altamente específica para as duas metades envolvidas. A formação desses complexos é central para o tema do reconhecimento molecular.
Há um equilíbrio entre o estado desvinculado, no qual o hospedeiro e o hóspede estão separados um do outro, e o estado vinculado, no qual há um complexo hospedeiro-hóspede estruturalmente definido:
{\displaystyle H+G\rightleftharpoons \ HG}
H ="hospedeiro" (host), G ="hóspede" (guest), HG ="complexo hospedeiro–hóspede" (host–guest complex)
O componente "hospedeiro" pode ser considerado a molécula maior e engloba a molécula "hóspede" menor. Em sistemas biológicos, os termos análogos de hospedeiro e hóspede são comumente referidos como enzima e substrato, respectivamente.
Para projetar sistemas sintéticos que realizam funções e tarefas específicas, é muito importante entender a termodinâmica da ligação entre o hospedeiro e o hóspede. Os químicos estão se concentrando na troca de energia de diferentes interações de ligação e tentando desenvolver experimentos científicos para quantificar as origens fundamentais dessas interações não covalentes, utilizando várias técnicas, como espectroscopia de RMN, espectroscopia de UV/visível e calorimetria de titulação isotérmica. A análise quantitativa dos valores das constantes de ligação fornece informações termodinâmicas úteis.

## Técnicas experimentais

### Ressonância magnética nuclear
A ressonância magnética nuclear (RMN) é uma das técnicas espectroscópicas mais poderosas em química analítica. É uma importante ferramenta para o estudo de complexos hospedeiro-hóspede, por elucidar as estruturas dos diversos complexos existentes na forma de agregados, pares iônicos ou sistemas encapsulados. Como o nome sugere, a RMN identifica os diferentes núcleos nas moléculas (mais comumente, próton), medindo sua mudança química. A atividade de ligação de duas moléculas causa uma mudança considerável em seus ambientes eletrônicos. Isso leva a uma mudança nos sinais no espectro de RMN, e esse princípio básico é usado para estudar os fenômenos da química hospedeiro-hóspede. As forças motrizes para a ligação hospedeiro-convidado são as várias interações secundárias entre as moléculas, como ligações de hidrogênio e interação pi-pi. Assim, a RMN também serve como uma técnica importante para estabelecer a presença dessas interações em um complexo hospedeiro-convidado.

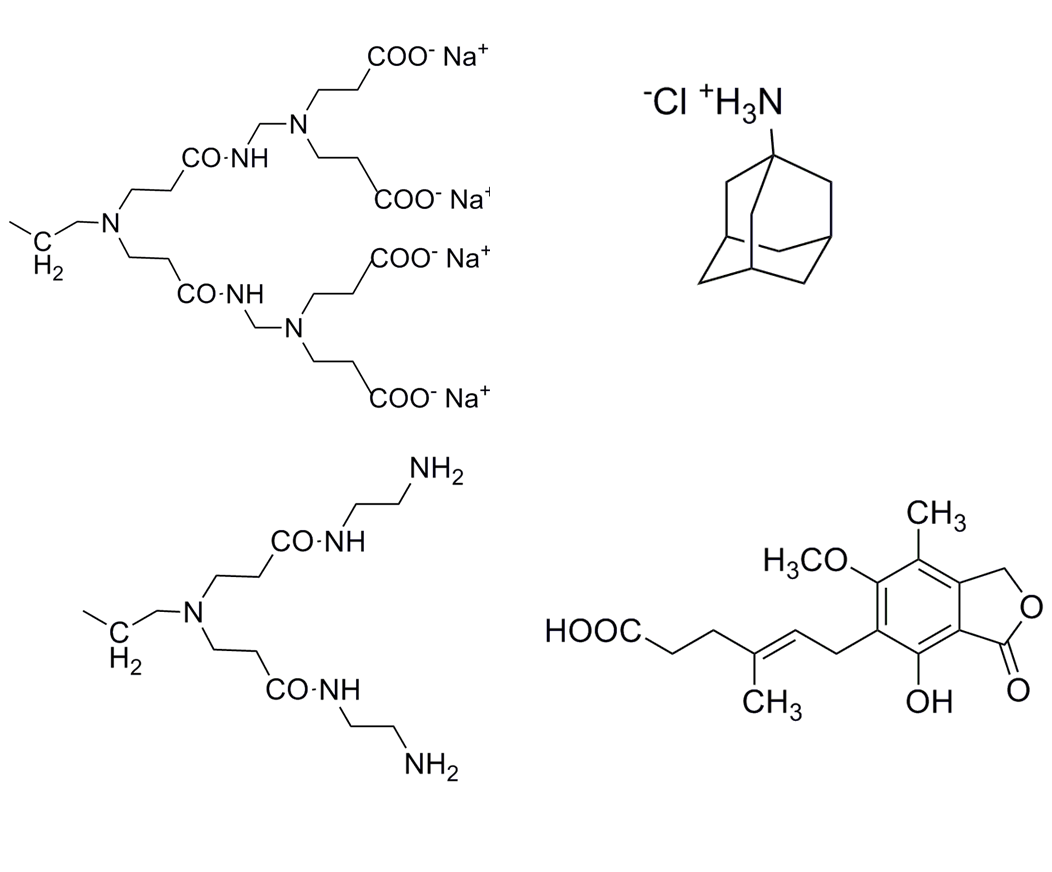
Dendrímeros usados para aplicações de entrega de drogas (apenas grupos finais mostrados para simplicidade) e as drogas comuns. A natureza da ligação entre a droga e o dendrímero é importante para a liberação eficiente de drogas no corpo

Estudos anteriores da RMN forneceram informações úteis sobre a ligação de diferentes hóspedes aos hospedeiros. Fox et al. calcularam as interações de ligações de hidrogênio entre as moléculas de piridina e o dendrímero de poli (amidoamina (PAMAM); com base na mudança química dos grupos amina e amida. Em um estudo semelhante, Xu et al. titulou carboxilato baseado dendrímero PAMAM G4 (o hospedeiro) com várias drogas com base amina (as pessoas) e monitorizados os desvios químicos do dendrímero. Em conjunção com a 2D-NOESY, as técnicas de RMN conseguiram localizar com precisão a posição das drogas nos dendrímeros e o efeito da funcionalidade na afinidade de ligação das drogas. Eles encontraram evidências conclusivas para mostrar que as moléculas catiônicas do fármaco se fixam na superfície dos dendrímeros aniônicos por interações eletrostáticas, enquanto um fármaco aniônico se localiza no núcleo e na superfície dos dendrímeros, e que a força dessas interações depende do pKa valores das moléculas.
Em outro estudo, Sun et al. estudaram a química hospedeiro-hóspede de moléculas de trisbipiridil-viologeno de rutênio com cucurbituril. Enquanto monitoravam a mudança nas mudanças químicas dos prótons da piridina no viológeno, eles descobriram que os modos de ligação para os complexos 1:1 são completamente diferentes para as diferentes moléculas de cucurbituril.
Um fator importante que deve ser mantido em mente ao analisar a ligação entre o host e o convidado é o tempo gasto para aquisição de dados em comparação com o tempo para o evento de ligação. Em muitos casos, os eventos de ligação são muito mais rápidos do que a escala de tempo de aquisição de dados, caso em que a saída é um sinal médio para as moléculas individuais e o complexo. A escala de tempo de NMR é da ordem de milissegundos, o que em certos casos, quando a reação de ligação é rápida, limita a 
precisão da técnica.